# Yui Hasegawa
Yui Hasegawa (長谷川 唯?, Hasegawa Yui; Toda, 29 gennaio 1997) è una calciatrice giapponese, centrocampista del Manchester City e della nazionale giapponese.

## Carriera

### Club
Hasegawa si avvicina al calcio fin da giovanissima, condividendo la passione con il fratello che già giocava mentre crescono con la famiglia a Toda. Qui si unisce alla squadra di calcio femminile giovanile del Togi Minami Bombers, per poi passare nel periodo scolastico alla squadra dei Boy scouts del Toda Minami e infine al Togi Minami Bombers.
Nel 2009 coglie l'occasione per trasferirsi a Tokyo, per vestire la maglia del Nippon TV Menina, società subordinata alla Nippon TV Beleza, giocando per quattro anni, dal 2011 al 2014, il campionato nazionale giovanile Under-18.
Dopo aver disputato come la prima squadra 3 incontri di Coppa dell'Imperatrice nella stagione 2010, oltre a giocare ancora i tornei giovanili con la Nippon TV Menina, impegno che manterrà fino al 2015, dalla stagione 2013 è stabilmente aggregata alla squadra della Nippon TV Beleza che disputa la Nadeshiko League Division 1, maturando nella sua prima stagione 17 presenze in campionato alle quali si aggiungono le 8 con 2 reti in coppa di lega e le 2 in Coppa dell'Imperatrice. Da allora disputa le successive sette stagioni, condividendo con le compagne la conquista di cinque titoli consecutivi di campione del Giappone dal 2015 al 2019, cinque Coppe dell'Imperatrice, nelle edizioni 2014, 2017, 2018, 2019 e, con la nuova denominazione della squadra, Tokyo Verdy Beleza, 2020 e due coppe di lega, nel 2016 e 2018. fino al termine della stagione 2020 colleziona complessivamente con la squadra della capitale nipponica 148 presenze e 19 reti siglate, come Nippon TV Beleza 130 e 12 gol nel periodo 2013-2019, 18 e 7 reti come Nippon TV Tokyo Verdy Beleza nel 2020.
Il 29 gennaio 2021, giorno del suo ventiquattresimo compleanno, Hasegawa inizia la sua prima esperienza all'estero, nella massima serie italiana, sottoscrivendo un accordo con il Milan per giocare la seconda parte della stagione 2020-2021. Ha quindi debuttato con la maglia rossonera il 27 febbraio seguente, nella partita contro la Pink Sport Time: nell'occasione, la centrocampista ha segnato due reti, di cui una su punizione, contribuendo così direttamente alla vittoria per 6-1 della sua squadra.
Il 18 agosto seguente, la calciatrice giapponese si unisce a titolo definitivo al West Ham, approdando così nella massima serie inglese. Il 3 ottobre seguente, ha segnato il suo primo gol con le Hammers, contribuendo anche con un assist alla vittoria per 2-0 sul Manchester City. Nel corso della stagione, Hasegawa ha aiutato la formazione londinese a raggiungere il sesto posto finale in campionato, miglior risultato nella storia della sezione femminile del club.
L'8 settembre 2022, la centrocampista passa proprio al Manchester City, con cui firma un accordo su base triennale.
Il 4 settembre 2024, viene inserita nella lista delle trenta candidate al Pallone d'Oro femminile.

### Nazionale
Ha partecipato al Mondiale Under-17 2012 e al Mondiale Under-17 2014 vinto dal Giappone. Ha partecipato anche al Mondiale Under-20 2016 dove la sua squadra ha chiuso al terzo posto. Con la nazionale maggiore ha partecipato all'Algarve Cup 2017 e alla coppa d'Asia 2018 poi vinta. Ha partecipato infine ai Mondiali 2019 dove ha anche segnato una rete nell'ottavo di finale poi perso contro l'Olanda.

## Statistiche

### Presenze e reti nei club
Aggiornate al 23 maggio 2021
| Stagione        | Squadra         | Campionato      | Campionato | Campionato | Coppe nazionali | Coppe nazionali | Coppe nazionali | Coppe continentali | Coppe continentali | Coppe continentali | Altre competizioni | Altre competizioni | Altre competizioni | Totale | Totale |
| Stagione        | Squadra         | Comp            | Pres       | Reti       | Comp            | Pres            | Reti            | Comp               | Pres               | Reti               | Comp               | Pres               | Reti               | Pres   | Reti   |
| --------------- | --------------- | --------------- | ---------- | ---------- | --------------- | --------------- | --------------- | ------------------ | ------------------ | ------------------ | ------------------ | ------------------ | ------------------ | ------ | ------ |
| gen.-giu. 2021  | Milan           | A               | 9          | 3          | CI              | 4               | 0               | -                  | -                  | -                  | -                  | -                  | -                  | 13     | 3      |
| Totale carriera | Totale carriera | Totale carriera | 9+         | 3+         |                 | 4+              | 0+              |                    | -                  | -                  |                    | -                  | -                  | 13+    | 3+     |

### Cronologia presenze e reti in nazionale
| Cronologia completa delle presenze e delle reti in nazionale ― Giappone | Cronologia completa delle presenze e delle reti in nazionale ― Giappone | Cronologia completa delle presenze e delle reti in nazionale ― Giappone | Cronologia completa delle presenze e delle reti in nazionale ― Giappone | Cronologia completa delle presenze e delle reti in nazionale ― Giappone | Cronologia completa delle presenze e delle reti in nazionale ― Giappone | Cronologia completa delle presenze e delle reti in nazionale ― Giappone | Cronologia completa delle presenze e delle reti in nazionale ― Giappone |
| Data                                                                    | Città                                                                   | In casa                                                                 | Risultato                                                               | Ospiti                                                                  | Competizione                                                            | Reti                                                                    | Note                                                                    |
| ----------------------------------------------------------------------- | ----------------------------------------------------------------------- | ----------------------------------------------------------------------- | ----------------------------------------------------------------------- | ----------------------------------------------------------------------- | ----------------------------------------------------------------------- | ----------------------------------------------------------------------- | ----------------------------------------------------------------------- |
| 1-3-2017                                                                | Algarve                                                                 | Giappone                                                                | 1 – 2                                                                   | Spagna                                                                  | Algarve Cup 2017                                                        | -                                                                       |                                                                         |
| 3-3-2017                                                                | Algarve                                                                 | Giappone                                                                | 2 – 0                                                                   | Islanda                                                                 | Algarve Cup 2017                                                        | 2                                                                       |                                                                         |
| 6-3-2017                                                                | Algarve                                                                 | Giappone                                                                | 2 – 0                                                                   | Norvegia                                                                | Algarve Cup 2017                                                        | -                                                                       |                                                                         |
| 8-3-2017                                                                | Algarve                                                                 | Giappone                                                                | 2 – 3                                                                   | Paesi Bassi                                                             | Algarve Cup 2017                                                        | -                                                                       |                                                                         |
| 9-4-2017                                                                | Kumamoto                                                                | Giappone                                                                | 3 – 0                                                                   | Costa Rica                                                              | Amichevole                                                              | -                                                                       |                                                                         |
| 9-6-2017                                                                | Breda                                                                   | Paesi Bassi                                                             | 0 – 1                                                                   | Giappone                                                                | Amichevole                                                              | -                                                                       |                                                                         |
| 13-6-2017                                                               | Lovanio                                                                 | Belgio                                                                  | 1 – 1                                                                   | Giappone                                                                | Amichevole                                                              | -                                                                       |                                                                         |
| 27-7-2017                                                               | Seattle                                                                 | Giappone                                                                | 1 – 1                                                                   | Brasile                                                                 | Tournament of Nations 2017                                              | -                                                                       |                                                                         |
| 30-7-2017                                                               | San Diego                                                               | Giappone                                                                | 2 – 4                                                                   | Australia                                                               | Tournament of Nations 2017                                              | -                                                                       |                                                                         |
| 3-8-2017                                                                | Carson                                                                  | Stati Uniti                                                             | 3 – 0                                                                   | Giappone                                                                | Tournament of Nations 2017                                              | -                                                                       |                                                                         |
| 22-10-2017                                                              | Nagano                                                                  | Giappone                                                                | 2 – 0                                                                   | Svizzera                                                                | Amichevole                                                              | -                                                                       |                                                                         |
| 24-11-2017                                                              | Amman                                                                   | Giordania                                                               | 0 – 2                                                                   | Giappone                                                                | Amichevole                                                              | -                                                                       |                                                                         |
| 8-12-2017                                                               | Chiba                                                                   | Giappone                                                                | 3 – 2                                                                   | Corea del Sud                                                           | Coppa dell'Asia orientale                                               | -                                                                       |                                                                         |
| 28-2-2018                                                               | Algarve                                                                 | Giappone                                                                | 2 – 6                                                                   | Paesi Bassi                                                             | Algarve Cup 2018                                                        | -                                                                       |                                                                         |
| 2-3-2018                                                                | Algarve                                                                 | Giappone                                                                | 2 – 1                                                                   | Islanda                                                                 | Algarve Cup 2018                                                        | -                                                                       |                                                                         |
| 5-3-2018                                                                | Algarve                                                                 | Giappone                                                                | 2 – 0                                                                   | Danimarca                                                               | Algarve Cup 2018                                                        | 1                                                                       |                                                                         |
| 7-3-2018                                                                | Algarve                                                                 | Giappone                                                                | 0 – 2                                                                   | Canada                                                                  | Algarve Cup 2018                                                        | -                                                                       |                                                                         |
| 10-4-2018                                                               | Amman                                                                   | Giappone                                                                | 0 – 0                                                                   | Corea del Sud                                                           | Coppa d'Asia 2018                                                       | -                                                                       |                                                                         |
| 13-4-2018                                                               | Amman                                                                   | Giappone                                                                | 1 – 1                                                                   | Australia                                                               | Coppa d'Asia 2018                                                       | -                                                                       |                                                                         |
| 17-4-2018                                                               | Amman                                                                   | Giappone                                                                | 3 – 1                                                                   | Cina                                                                    | Coppa d'Asia 2018                                                       | -                                                                       |                                                                         |
| 20-4-2018                                                               | Amman                                                                   | Giappone                                                                | 1 – 0                                                                   | Australia                                                               | Coppa d'Asia 2018                                                       | -                                                                       |                                                                         |
| 10-6-2018                                                               | Wellington                                                              | Nuova Zelanda                                                           | 1 – 3                                                                   | Giappone                                                                | Amichevole                                                              | -                                                                       |                                                                         |
| 26-7-2018                                                               | Kansas City                                                             | Stati Uniti                                                             | 4 – 2                                                                   | Giappone                                                                | Tournament of Nations 2018                                              | -                                                                       |                                                                         |
| 29-7-2018                                                               | East Hartford                                                           | Giappone                                                                | 1 – 2                                                                   | Brasile                                                                 | Tournament of Nations 2018                                              | -                                                                       |                                                                         |
| 2-8-2018                                                                | Bridgeview                                                              | Giappone                                                                | 0 – 2                                                                   | Australia                                                               | Tournament of Nations 2018                                              | -                                                                       |                                                                         |
| 16-8-2018                                                               | Palembang                                                               | Giappone                                                                | 2 – 0                                                                   | Thailandia                                                              | Giochi asiatici                                                         | -                                                                       |                                                                         |
| 25-8-2018                                                               | Palembang                                                               | Giappone                                                                | 2 – 1                                                                   | Corea del Nord                                                          | Giochi asiatici                                                         | 1                                                                       |                                                                         |
| 28-8-2018                                                               | Palembang                                                               | Giappone                                                                | 2 – 1                                                                   | Corea del Sud                                                           | Giochi asiatici                                                         | -                                                                       |                                                                         |
| 31-8-2018                                                               | Palembang                                                               | Giappone                                                                | 1 – 0                                                                   | Cina                                                                    | Giochi asiatici                                                         | -                                                                       |                                                                         |
| 11-11-2018                                                              | Tottori                                                                 | Giappone                                                                | 4 – 1                                                                   | Norvegia                                                                | Amichevole                                                              | -                                                                       |                                                                         |
| 27-2-2019                                                               | Chester                                                                 | Stati Uniti                                                             | 2 – 2                                                                   | Giappone                                                                | SheBelieves Cup 2019                                                    | -                                                                       |                                                                         |
| 2-3-2019                                                                | Nashville                                                               | Giappone                                                                | 3 – 1                                                                   | Brasile                                                                 | SheBelieves Cup 2019                                                    | 1                                                                       |                                                                         |
| 5-3-2019                                                                | Tampa                                                                   | Giappone                                                                | 0 – 3                                                                   | Inghilterra                                                             | SheBelieves Cup 2019                                                    | -                                                                       |                                                                         |
| 4-4-2019                                                                | Auxerre                                                                 | Francia                                                                 | 3 – 1                                                                   | Giappone                                                                | Amichevole                                                              | -                                                                       |                                                                         |
| 9-4-2019                                                                | Paderborn                                                               | Germania                                                                | 2 – 2                                                                   | Giappone                                                                | Amichevole                                                              | 1                                                                       |                                                                         |
| 2-6-2019                                                                | Le Touquet-Paris-Plage                                                  | Spagna                                                                  | 1 – 1                                                                   | Giappone                                                                | Amichevole                                                              | -                                                                       |                                                                         |
| 10-6-2019                                                               | Parigi                                                                  | Argentina                                                               | 0 – 0                                                                   | Giappone                                                                | Mondiali 2019 - 1º turno                                                | -                                                                       |                                                                         |
| 14-6-2019                                                               | Rennes                                                                  | Giappone                                                                | 2 – 1                                                                   | Scozia                                                                  | Mondiali 2019 - 1º turno                                                | -                                                                       |                                                                         |
| 25-6-2019                                                               | Rennes                                                                  | Paesi Bassi                                                             | 2 – 1                                                                   | Giappone                                                                | Mondiali 2019 - Ottavi di finale                                        | 1                                                                       |                                                                         |
| 6-10-2019                                                               | Shizuoka                                                                | Giappone                                                                | 4 – 0                                                                   | Canada                                                                  | Amichevole                                                              | 1                                                                       |                                                                         |
| 10-11-2019                                                              | Kitakyūshū                                                              | Giappone                                                                | 2 – 0                                                                   | Sudafrica                                                               | Amichevole                                                              | -                                                                       |                                                                         |
| 14-12-2019                                                              | Pusan                                                                   | Cina                                                                    | 0 – 3                                                                   | Giappone                                                                | Coppa dell'Asia orientale                                               | -                                                                       |                                                                         |
| 11-4-2021                                                               | Tokyo                                                                   | Giappone                                                                | 7 – 0                                                                   | Panama                                                                  | Amichevole                                                              | 1                                                                       |                                                                         |
| Totale                                                                  |                                                                         | Presenze                                                                | 43                                                                      |                                                                         | Reti                                                                    | 9                                                                       |                                                                         |

## Palmarès

### Club
- Campionato giapponese: 5

Nippon TV Beleza: 2015, 2016, 2017, 2018, 2019
- Coppa dell'Imperatrice: 4

Nippon TV Beleza: 2014, 2017, 2018, 2019

### Nazionale
- Campionato mondiale under 17: 1

2014
- Coppa d'Asia: 1

2018
- SheBelieves Cup: 1

2025